# محمدرضا مجیدی (نماینده مجلس)
محمدرضا مجیدی (زادهٔ ۱۳۳۲ در فسا) نمایندهٔ حوزهٔ انتخابیهٔ فسا در دورهٔ چهارم و پنجم مجلس شورای اسلامی بوده‌است.